# Lehnice (okres Dunajská Streda)
Lehnice (maďarsky: Lég, německy: Legendorf a také Legnitz) jsou obec na Slovensku, v Trnavském kraji, v okrese Dunajská Streda.

## Poloha
Obec se nachází v centrální části Žitného ostrova, u silnice II/572. Nadmořská výška se pohybuje v rozmezí 121 až 124 m. Rovinné území je tvořeno štěrky a písky kolárovské formace s mohutnými vrstvami dunajských štěrků, písků a hlín. Povrch je odlesněný, jen místy jsou zachovány zbytky lužních lesů. Zemědělskou půdu tvoří černozem. Hlavní obživou je zemědělství.
Na území obce se nachází přírodní rezervace Hetméň, kde je zachovalý lužní les. Plocha rezervace je 14,71 ha.

## Historie
Obec vznikla v roce 1940 sloučením Veľkého Légu, Malého Légu a Sásy. V letech 1938–1945 byla připojena k Maďarsku. V roce 1960 byla přičleněna obec Bocsák.

### Veľké Lehnice (Veľký Lég)
První písemná zmínka o obci pochází z listiny krále Bély IV. z roku 1239, kdy patřila hradu Bratislava. Obec vznikla na území Légu a postupně nesla názvy: v roce 1250 Leeg, 1269 Leg, 1328 Leeg, 1396 Leeg alias Legendorf, 1398 Naglegh, 1476 Legnicz, 1927 Veľký lég, 1940 Lég, 1948 Lehnice.
Z roku 1369 se dochoval rozsudek krále Bély IV., který rozhodl v majetkovém sporu mezi rody Salamnovců z Vaty (dnešní Maslovce) a dvořany, kteří žili v Légu a v Potôni, ve prospěch dvořanů. Ve spise jsou zachovány původní názvy žitnoostrovských vodních toků, rybníků a jiných zeměpisných bodů, které tvořily hranici mezi majetky.
Mezi vlastníky později patřili zdejší zemané, v roce 1553 patří Sarányovců pět a Zomorovcům tři dvory. V roce 1694 je největší statkářkou obce manželka Ference Szüllöa. Rod Szüllöovců vlastní majetky až do 19. století, ale kolem roku 1861 dal Zsigmond Szüllő majetek do zástavy Péterovi Gálfymu. Na začátku 19. století zde měli největší majetky hrabě Lajos Benyovszky, Gábor Petőcz a rod Bacsákových a každý rod měl pěknou kúrii. V roce 1828 v obci bylo 84 domů a 608 obyvatel.
K obci patří samoty Vörösbuzahely a Kondoros, z nichž poslední byla v roce 1319 majetkem Jakaba Kondorosiho, pak manželky Mikóse Sellyeyho a začátkem 20. století Pétera Benyovszkého. Patří sem ještě samoty Alsó- a Felsőtőse, Nagyhegy, Elina, Gálház a pustiny Hétmány, dále svahy Igriczei, Kapuhely a Bánvölgy.
Podle první písemné zmínky v roce 1328 zde už stál římskokatolický kostel, který byl zničen Turky. V roce 1679 zahájil na původních základech výstavbu nového barokního kostela ostřihomský arcibiskup György Szelepcsényi. Stavba byla dokončena po jeho smrti. Kaštel přestavěný v eklekticistickém slohu je ze 17. století, klasicistí kuria je z poloviny 19. století. V letech 1938–1945 byla připojena k Maďarsku.

### Malé Lehnice (Malý Lég)
Obec vznikla na území Légu. První písemná zmínka je z roku 1311, kde je uváděna pod názvem Kislég (Kyus Leeg). Další názvy: v roce 1517 Kyslegh, 1828 Kilégh, 1927 Malý Lég, maďarsky Kislég.
Obec náležela v roce 1324 rodu Salamovců, kteří část majetku postoupili Péterovi Olgyaimu a jeho synovi. V dalších letech patřila místním zemanům. Od roku 1657 má obec v zástavě Ference Szüllöa. Rod Szüllöovců vlastní majetky až do 19. století, ale kolem roku 1802 dal Zsigmond Szüllő majetek do zástavy Péterovi Gálfymu. Do začátku 20. století byly vlastníky rody Léghiovců a Kisléghiovců. V roce 1828 bylo v obci 42 domů a 307 obyvatel. V roce 1866 zpustošil obec požár. V letech 1938–1945 byla připojena k Maďarsku.

### Sása
První písemná zmínka s názvem Zaz-Waros je v listině krále Bély IV. z roku 1239, kdy patřila hradu Bratislava. Další názvy: v roce 1254 Sas, 1287 Zaz, či Zaaz, 1317 Superior et Inferior Zaz, 1354 Alzas, Fylzas, 1437 Kezepzaz, 1462 Wyzaz, 1467 Kyszaz, 1511 Naghzaz, 1927 Sása.
Mezi vlastníky později patřili zdejší zemané. V roce 1317 největší majetek měl Pográcz Szászi, v tomto období byla Sása uváděna jako dvě obce Horní a Dolní. Spojení bylo provedeno až v 18. století. I v současné době je severozápadní část nazývána Felszász (Horní) a jihovýchodní Alszász (Dolní). Od roku 1394 vlastní většinu rod Olgyaovců. Od 18. století mají zde své statky rody Bacsáků, Majláthovců, Petrikovichovců a Petőczovců. Na začátku 20. století největší majetky zde měli István a Pál Bacsákovi. V roce 1828 v obci bylo 41 domů a 298 obyvatel. V letech 1938–1945 byla připojena k Maďarsku.

### Predná Potôň (Masníkovo)
Obec vznikla na území obce Potôň. První písemná zmínka pochází z roku 1435, kde je uváděná pod názvem Elewpathon. Další názvy: v roce 1773 Elő-Patony, 1927 Predná Potôň, 1948 Predná Potôň.
V roce 1489 je uváděna jako majetek malinovského hradu. V soupise majetků z roku 1553 jsou uváděni István Leeghy se sedmi, Mihály Mérey a rod Sárkányovců se dvěma dvory, Péter Bakits a Tamás Tóth s jedním dvorem. 1802 dal Zsigmond Szüllő majetek do zástavy Péterovi Gálfymu. V roce 1802 dal Zsigmond Szüllő majetek do zástavy Péterovi Gálfymu. Ve 19. století zde měli majetky rody Petőczovců, Váradyovců, Benyovszkých a Bacsákovců a ještě začátkem 20. století zde měli větší majetky Lajos Benyovszký, Pál, Zsigmond a István Bacsákovci. V roce 1828 v obci stálo 30 domů a žilo 225 obyvatel.
Na území obce patří Sárrétpuszta, kde v dvacátých letech 20. století byli usídleni Moravané.

### Bačák
První zmínka o obci pochází z roku 1553. V roce 1828 zde bylo 30 domů a 225 obyvatel. V letech 1938–1945 byla připojena k Maďarsku. K Lehnici byla obec připojena v roce 1960.

## Památky
- V obci je římskokatolický kostel sv. Alžběty z roku 1679 postavený na místě původního gotického kostela.[8][9]
- Neorenesanční kaštel ze 17. století, přestavěný v roce 1930 hrabětem Rudolfem Banyovszkým. Dnes nemocnice.[10][9]
- U kaštela je památkově chráněný anglický park.[11][9]

## Doprava
- Obcí prochází silnice II/572, která spojuje Bratislavu a Dunajskou Středu.

- V části obce Velký Leg je železniční stanice Lehnice na železniční trati 131 Bratislava – Komárno.